# Kang Point
Kang Point är en udde i Gambia.   Den ligger i regionen North Bank Division, i den västra delen av landet, 6 km öster om huvudstaden Banjul.
Terrängen inåt land är mycket platt. Havet är nära Kang Point åt sydväst. Runt Kang Point är det ganska tätbefolkat, med 96 invånare per kvadratkilometer. Närmaste större samhälle är Serrekunda, 16,4 km väster om Kang Point. Trakten runt Kang Point består till största delen av jordbruksmark.